# Congres van Londen (1867)
Het Congres van Londen was een conferentie die plaatsvond van 7 tot 11 mei 1867 in Londen. Het wordt ook vaak aangeduid als het Tweede Congres van Londen, om het te onderscheiden van het Congres van Londen uit 1839. Het doel van de conferentie was het oplossen van de Luxemburgse kwestie, een diplomatiek conflict dat speelde in 1867, maar zijn oorsprong vond in de toewijzing van Luxemburg aan de Duitse Bond in 1815.
Het bijeenroepen van het congres was een initiatief van de Russische minister van Buitenlandse Zaken Alexander Michailovitsj Gortsjakov.

## Voorgeschiedenis

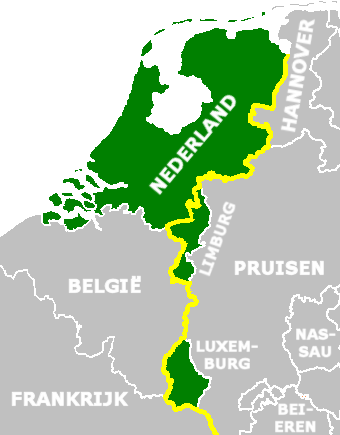
Nederland met het hertogdom Limburg en het
groothertogdom Luxemburg in de Duitse Bond

In de periode 1815-1867 werd het lot van Luxemburg als zelfstandige staat tijdens drie congressen bepaald:
1. 1815 - Het Congres van Wenen
2. 1839 – Het Congres van Londen
3. 1867 – Het Congres van Londen (dit wordt dan ook vaak aangeduid als “Het Tweede Congres van Londen”)

Tijdens het Congres van Wenen werd besloten dat Luxemburg verbonden werd in een personele unie met het koninkrijk der Nederlanden (met Willem I als staatshoofd met de titel groothertog), maar tevens lid werd van de Duitse Bond. Voorts werd het hertogdom opgewaardeerd tot groothertogdom en verloor het enige delen van zijn grondgebied aan Pruisen.
In 1830 begon de strijd der Belgen voor de onafhankelijkheid. Het Luxemburgse kamp werd verdeeld in twee partijen: een pro-Pruisische (Luxemburg-Stad) en een pro-Belgische. Het pro-Belgische deel kwam in de periode 1830-1839 onder bestuur van de Belgische opstandelingen.
Tijdens het congres in Londen van 1839 claimden de Belgen het bezit van het groothertogdom Luxemburg, waarop ook de Pruisen aanspraak maakten. Besloten werd dat het westelijke deel een Belgische provincie werd en dat het oostelijk deel binnen de Duitse Bond bleef en in de personele unie met Nederland, onder leiding van de Nederlandse koning (met de titel groothertog). Voor het hertogdom Limburg gold eenzelfde regeling.
In de jaren '60 van de 19e eeuw dreigde het groothertogdom Luxemburg een speelbal te worden tussen enerzijds Pruisen en anderzijds het Franse keizerrijk. Dit volgde op de Pruisisch-Oostenrijkse Oorlog. De Franse keizer had een confrontatie tussen Pruisen en Oostenrijk zien aankomen en benaderde daarom de Pruisische machthebbers om hen te garanderen dat Frankrijk bij een eventueel conflict neutraal zou blijven. De keizer hoopte hiermee dat Pruisen Frankrijks claim voor de westelijke Rijnoever zou honoreren. Pruisen was niet bereid tot een dergelijke toezegging, maar kwam mondeling overeen dat bij een eventuele herverdeling van staten Frankrijk zeggenschap zou krijgen over Luxemburg.

### Na de Pruisisch-Oostenrijkse Oorlog

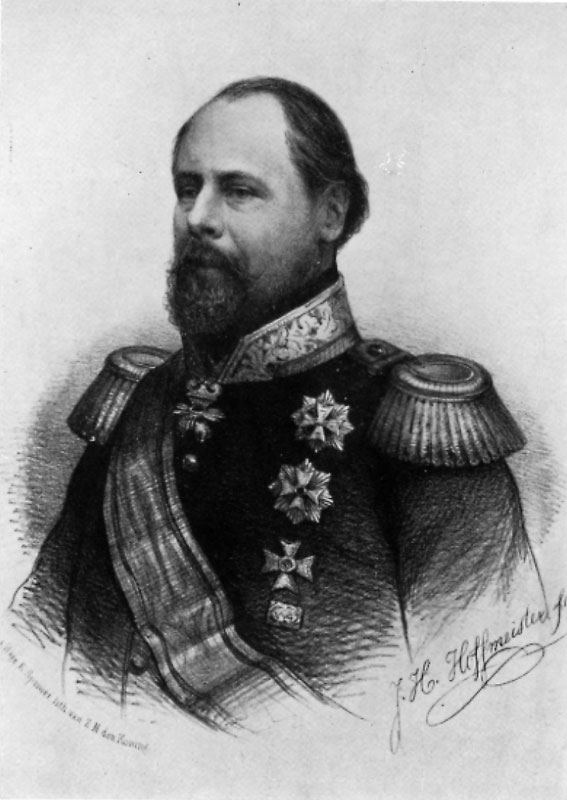
Willem III

Frankrijk, dat ervan uitging dat Pruisen zich zou houden aan de mondelinge afspraak, benaderde de Nederlandse koning Willem III en bood hem 5.000.000 gulden aan voor de verkoop van Luxemburg. Zowel de koning als de Nederlandse minister van Buitenlandse Zaken Jules van Zuylen van Nijevelt stonden hiervoor open. Als grondslag voor de verkoop van Luxemburg wordt aangevoerd dat ook Nederland bang was voor de steeds groter wordende macht van Pruisen. Voor de koning speelde nog een persoonlijk belang mee: Willem III had grote financiële problemen.
In Luxemburg zelf waren verschillende geluiden te horen. Er was een groep die hoopte dat door een overname van Luxemburg door Frankrijk de leefomstandigheden in het gebied aanzienlijk zouden verbeteren (het was een arm, sterk agrarisch gebied) en dat inwoners van Luxemburg gemakkelijker werk zouden kunnen vinden in de Franse steden. Anderen lieten een ander geluid horen: "Mir wëlle bleiwen waat mir sinn" (We willen blijven wat we zijn), wat betekende: handhaving onder het bestuur van het Huis van Oranje-Nassau. Deze laatste groep werd sterk aangemoedigd door de stadhouder van Luxemburg, Hendrik der Nederlanden, de broer van de Nederlandse koning.

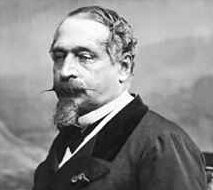
Napoleon III

Op 28 maart 1867 stuurde koning Willem III zijn zoon, kroonprins Willem, naar de Franse keizer Napoleon III met een schriftelijke verklaring van afstand. Op 31 maart 1867 keerde de Franse gezant in Nederland, Baudin, terug naar Den Haag om het koopcontract namens de keizer te tekenen, op voorwaarde dat een vertegenwoordiger van de Luxemburgse Statenvergadering zou meetekenen. Die ondertekening liet van Luxemburgse zijde op zich wachten vooral omdat de onafhankelijkheid van het groothertogdom op het spel stond.

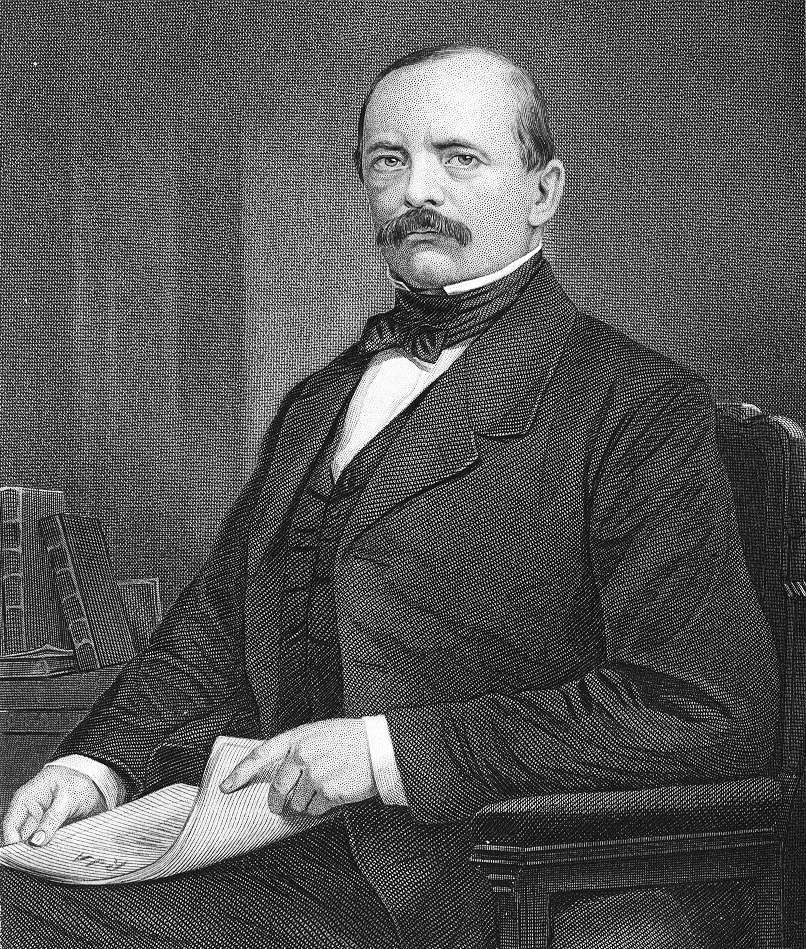
von Bismarck

Onder druk van de Duitse publieke opinie, die vanuit een historisch oogpunt het eventueel afstaan van Luxemburg aan de Fransen als een schandaal ervoer, maakte Otto von Bismarck een politieke draai. Door de politieke druk vanuit het Pruisische parlement voelde Von Bismarck zich gedwongen om onder de mondelinge overeenkomst uit te komen en dreigde hij zowel de Fransen als de Nederlanders met een oorlog als de verkoop bezegeld zou worden. Uit vrees voor een grote Europese oorlog boden diverse landen aan te bemiddelen in het conflict. Zo kwam een voorstel van Oostenrijk om Luxemburg in zijn geheel bij België te voegen, waarna België enkele gebieden zou afstaan aan de Fransen. De koning der Belgen, Leopold II, ging hiermee niet akkoord.
Onder internationale druk en de angst om in Europa als agressor te worden bestempeld, trok Frankrijk het verzoek aan de Nederlandse koning in, maar stond erop dat de Pruisische troepen teruggetrokken zouden worden uit de vesting van Luxemburg. Als daar geen gehoor aan gegeven zou worden, zouden op hun beurt de Fransen de oorlog verklaren aan Pruisen.

## Het congres

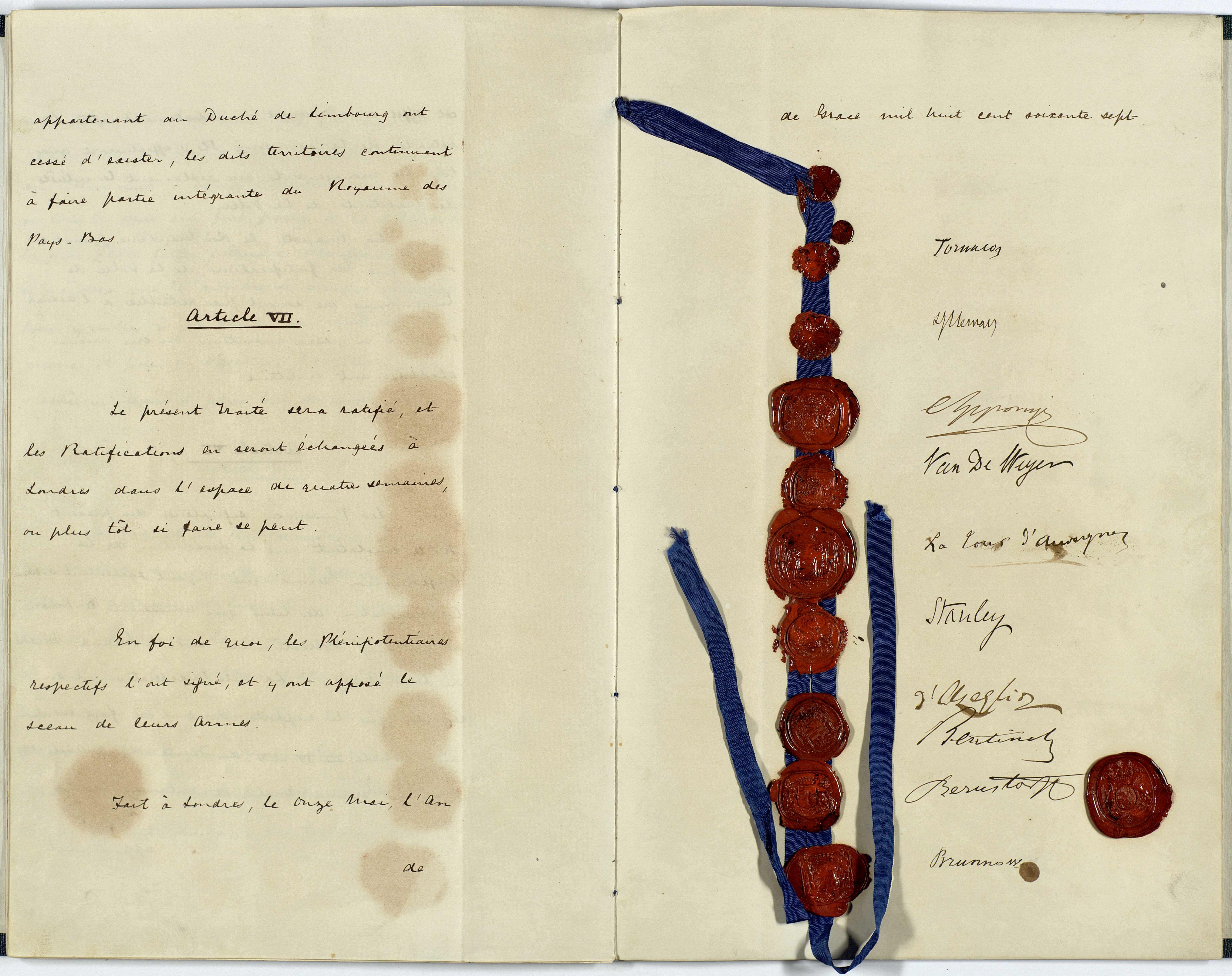
Het Verdrag van Londen, handtekeningen.

Onder voorzitterschap van Groot-Brittannië begon op 11 mei in Londen een conferentie die handelde over de toekomst van Luxemburg. Aanwezig waren vertegenwoordigers van alle grootmachten van Europa, inclusief Italië. Hoewel Italië in de hele kwestie generlei belang had, had de Italiaanse koning Victor Emmanuel II erop aangedrongen dat er ook namens hem een vertegenwoordiger aanwezig zou zijn. Hiermee wilde hij Italië als (opkomende) grootmacht bevestigen.
Tijdens dit vier dagen durende overleg werden de volgende beslissingen genomen:
1. Door de definitieve ontbinding van de Duitse Bond (Verdrag van Praag, 1866) was Luxemburg geen lid meer van de bond.
2. Het verband in de vorm van een personele unie, onder gezag van het Huis van Oranje-Nassau, werd opnieuw bevestigd.
3. De neutraliteit van het groothertogdom Luxemburg werd gegarandeerd.
4. Als gevolg van punt 3 werd Pruisen gedwongen zijn in Luxemburg gelegerde garnizoen terug te trekken.
5. Een ander gevolg van punt 3 was dat alle vestingwerken in Luxemburg moesten worden afgebroken; dit project zou zo'n 16 jaar gaan duren.
6. Door de definitieve ontbinding van de Duitse Bond, waren de banden tussen het groothertogdom en het Hertogdom Limburg verdwenen, daarom werd Limburg integraal en definitief onderdeel van het Koninkrijk Nederland.

Het verdrag werd ondertekend door de volgende vertegenwoordigers:
| Namens                     | Vertegenwoordiger                      |
| -------------------------- | -------------------------------------- |
| Oostenrijkse Keizerrijk    | Rudolf Apponyi                         |
| Koninkrijk België          | Sylvain Van de Weyer                   |
| Franse Keizerrijk          | Prins de la Tour d'Auvergne-Lauraguais |
| Koninkrijk Italië          | Markies d'Azeglio                      |
| Groothertogdom Luxemburg   | Victor de Tornaco en Emmanuel Servais  |
| Koninkrijk der Nederlanden | Baron Bentinck                         |
| Koninkrijk Pruisen         | Graaf Albert von Bernstorff            |
| Tsaardom Rusland           | Baron Brunnow                          |
| Verenigd Koninkrijk        | Lord Stanley                           |

## Nasleep

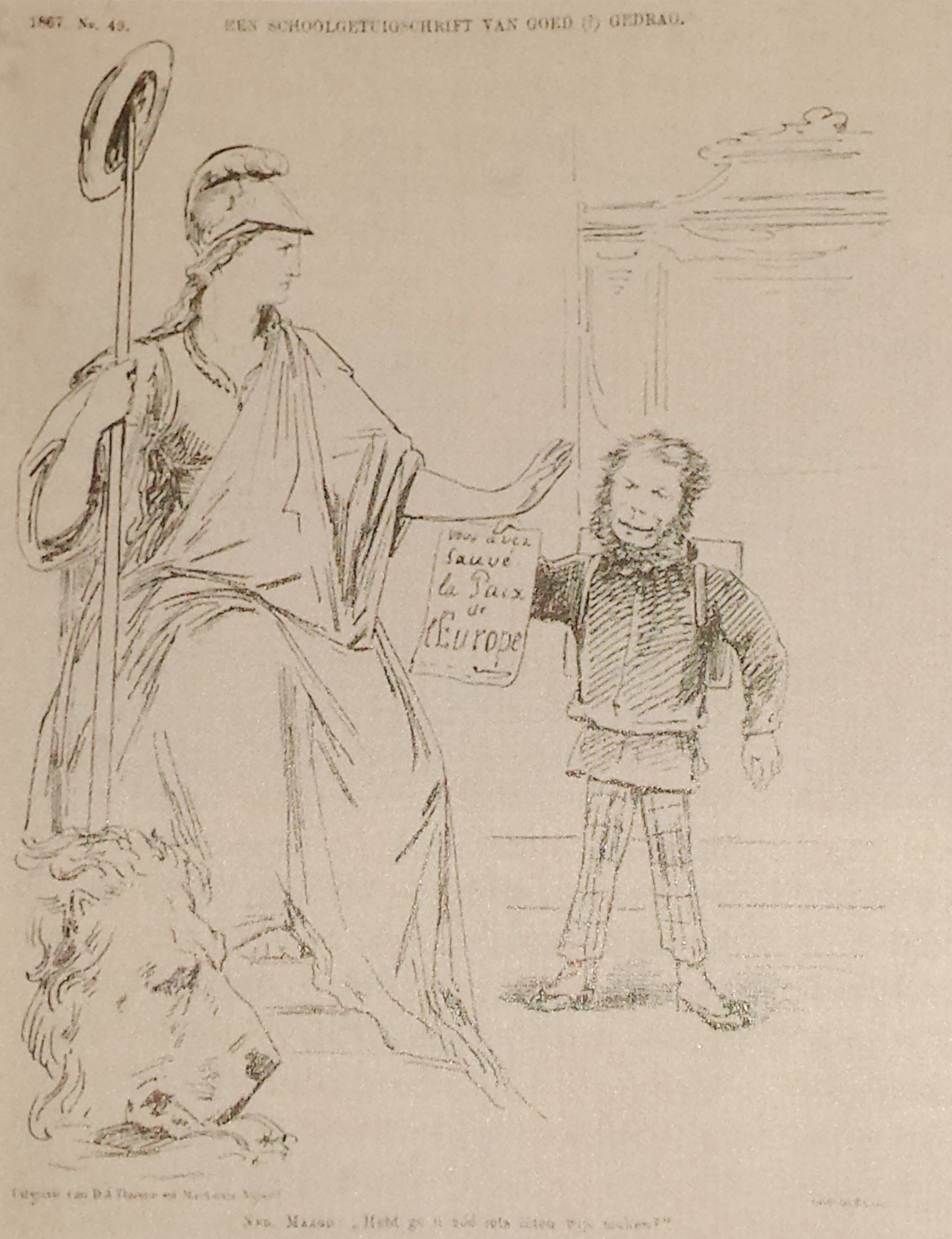
Prent die Van Zuylen van Nijevelt bespot omdat hij Nederland onheus in Willems diplomatieke conflict had meegesleurd.

In het Nederlandse parlement, onder aanvoering van de liberalen, werd het optreden van minister Jules van Zuylen van Nijevelt hevig bekritiseerd, omdat hij door zijn aanvankelijke goedkeuring voor de verkoop door de koning volgens de Tweede Kamer de neutraliteit van het land in gevaar had gebracht. Het aftreden van het kabinet werd geëist, maar met steun van koning Willem III werd hieraan geen gehoor gegeven. Daarop besloot de Kamer de begroting van Buitenlandse Zaken te verwerpen, waardoor de verontwaardigde koning de Tweede Kamer liet ontbinden.
Het nieuwgekozen parlement verwierp echter de ontbinding van de vorige Kamer en keurde vervolgens opnieuw de begroting van Buitenlandse Zaken niet goed. Hierop besloot het kabinet af te treden en ontstond de ongeschreven regel dat de Tweede Kamer vanwege hetzelfde conflict slechts eenmaal ontbonden mag worden (vertrouwensregel).
Victor baron de Tornaco, een van de Luxemburgse ondertekenaars van het verdrag van Londen, werd aanvankelijk geprezen om zijn rol in het behoud van een neutraal Luxemburg. Enkele maanden later, op 6 december 1867, werd een motie van wantrouwen jegens hem ingediend vanwege zijn passieve houding voorafgaande aan de onderhandelingen in Londen. Hierop trad hij af.
Weliswaar had Pruisen afstand moeten doen van directe invloed over Luxemburg (en Limburg), toch was de toon gezet voor de toekomst. En al hadden de grootmachten de confrontatie tussen Pruisen en Frankrijk voorkomen, het was Pruisen, onder leiding van Otto von Bismarck, alles aan gelegen om ook de Fransen de suprematie van zijn land te tonen, zoals hij dat in 1866 al had gedaan aan Oostenrijk. De uiteindelijke militaire confrontatie tussen de twee landen zou plaatsvinden in 1870; de Frans-Duitse Oorlog.